# 哈利埃塔 (密歇根州)
哈利埃塔（英語：Harrietta）是位於美國密歇根州韋克斯福德縣布恩鎮區及斯萊格爾鎮區的一個村。

## 人口
根據2020年美國人口普查的數據，哈利埃塔的面積為2.57平方千米，當中陸地面積為2.57平方千米，而水域面積為0.00平方千米。當地共有人口151人，而人口密度為每平方千米58人。